# L'innominabile (racconto)
L'innominabile (The Unnamable) è un racconto horror dello scrittore statunitense Howard Phillips Lovecraft. È la seconda storia appartenente alla Saga di Randolph Carter, che ha come protagonista per l'appunto Randolph Carter. Scritto nel settembre 1923, fu pubblicato per la prima volta sul numero di luglio 1925 della rivista Weird Tales.

## Trama
Carter, uno scrittore di narrativa che compare in altri racconti di Lovecraft come "La dichiarazione di Randolph Carter", incontra un amico, Joel Manton, in un cimitero vicino a una casa in decadenza nella città di Arkham, a Meadow Hill. Seduti su una tomba, Carter racconta all'amico la storia di un'entità indescrivibile che sembra infesti quell'area. Non essendo possibile darle una definizione o una descrizione, non potendo essere percepita dai cinque sensi, l'entità è pertanto detta "innominabile".